# Rödental
Rödental est une ville allemande, située en Bavière, dans l'arrondissement de Cobourg.

## Quartiers
- Mönchröden, où se trouve l'abbaye de Mönchröden.